# الإمبراطورية الاستعمارية اليابانية
الاستعمار الياباني هو السيطرة السياسية والاقتصادية والعسكرية والجغرافية التامة من قبل اليابان على مستعماراتها في الشرق أو المستعمرات التي افتكتها من ايدي الحلفاء كسومطرة واندونيسا وغرب غينيا الجديدة لهولندا والهند الصينية لفرنسا وهونغ كونغ لبريطانيا والفليبين للولايات المتحدة الأمريكية ومستعمرات اليابانية القديمة منذ الحرب العالمية الأولى ككوريا ومستعمرات في فترة ما بين الحربين كمنشوريا والساحل الشرقي بالصين (من فوشون إلى شنغاي ثم هونغ كونغ وتايوان)
سميت هذه المستعمرات الشاشعة إضافة إلى أراضي اليابانية الاصلية ب الإمبراطورية اليابانية أو لإمبراطورية الاستعمارية اليابانية.
سكن الإينو معظم الجزيرة الشمالية في اليابان، وذلك منذ القرن الثالث عشر، لكنهم ومع نهاية الستينيات من القرن التاسع عشر كانوا قد أصبحوا موقعًا مستعمر من «الحداثة اليابانية»، وقد مر مجتمع الهوكيادو بالعديد من التغيرات والظروف التي أثرت على حياته بشكل رئيسي إلى أن سلبته الحكومة أرضه، مع الملاحظة أن هذه الأرض لم تسلب منه في البداية، وأنها كانت قد بقت معهم على الرغم من وجود استيطان في اليابان، إلا أن سلب الحكومة كان عندما أصبح هنالك إمبراطور للبلد.
هنالك حديث طوال الوقت لتطوير ذلك المجتمع من خلال التركيز على التنمية، وتطويرهم من خلال ادخال النباتات والمحاصيل والماشية الأمريكية.
لقد قامت السلطات في اليابان بالعديد من الاجراءات التي قللت عدد الهوكايدو، والذين كانوا يتناقصون في حين عدد اليابانيين يتزايد بشكل مضطرد، ويرجع ذلك الكاتب إلى وجود الأمراض الجديدة والمدمرة، مثل الجدري، وبسبب القوانين التي سنتها السلطات اليابانية والتي تحظر صيد الحيوانات وصيد الأسماك، وكذلك كان هناك حظر للقوس والسهام، بحجة أنها تعبر عن «الهمجية» والتي تلحق الأذى بالحيوانات.
وكما سعت الحكومة اليابانية إلى القضاء على شعب الإينو (الاستغناء عنهم) بمعنى الحكم على الشعوب الأصلانية بالانقراض انطلاقا من الافتراض القائل بأن عملهم«ممارسة الصيد بطرق بدائية» غير لائق تماما لأسلوب الحياة والحداثة التي تسير باتجاهها حكومة اليابان، وبالتالي هناك شرطا ضروريا للمساعدة اليابان في السير باتجاه الرأسمالية، قائم على مبدأ تراكم رأس المال البدائي وحسب كارل ماركس هذا المبدأ يعتمد على فكرة وجود مصدر أساسي سابق «الأرض» يتم الاعتماد عليه لتحقيق مرحلة لاحقة «تراكم رأس المال من خلال تسليع الأرض»، وبناءا عليه يعتبر الشرط الأساسي لتحقيق التراكم البدائي لرأس المال هو محو الأصلانيين في هاكايدو «شعب الإينو»، والعمل لإعادة خلق ترتيب اجتماعي اقتصادي على الأرض.
كما تعرض شعب الإينو إلى فرض سيطرو هيمنة استعمارية ثقافية هدفت إلى محو جميع التقاليد والعادت الثقافية القديمة لهم واعتبارها ترمز على تخلفهم وتمنعهم من التنوير والحداثة، مثل: وشم الإناث الرضع وتثب آذان الرجال، وكلاهما يحمل معاني دينية ورمزية لشعب الإينو منذ قرون، وكذلك تم فرض اللغة اليابانية عليهم وتم حظر التحدث بلغتهم المحلية، وفرضت التعليم الإلزامي على أطفالهم، وإخال الزراعة في المناهج التعليمية للعمل على ضرورة توعية الجيل الناشئ بأهمية التوجه نحو النشاط الزراعي وترك نشاط الصيد.
وقامت الحكومة اليابانية بالاعتراف بشعب الإينو عام 1899، وقدمت فيما بعد اعتذار لهم، ويعتبر ذلك حجة استخدمتها الحكومة اليابانية للتغطية على تصرفاتها بحقهم التي أساءت اليهم بالكثير، واعتبرت ما قامت به كغيرها من الحركات الاستعمارية الاستيطانية هو من أجل تحرير الشعوب وتحت غطاء الإنسانية الليبرالية.
لعل الوضع في اليابان كحالة استعمار استيطاني يتماثل مع باقي حالات الاستعمار الاستيطاني حول العالم، فالتركيز على ثنائية المستعمِر والمستعمَر هي مفتاح فهم الوضع في هذه الحالة، وفهم العنصرية الموجودة من خلال الكلمات وآليات التعامل مع الأصلانيين توضح كيف أن الهدف هو الأرض دون الإنسان.